# 재궁
재궁(梓宮)은 황제 또는 왕, 황후나 왕후의 관을 뜻한다. 조선왕조는 장생전이라는 관서에서 궁중의 장례식에 사용한 관을 미리 제작하도록 하였으며, 마지막으로 남아있던 재궁은 창덕궁 의풍각에서 보관돼 오고 있다가 회은태손 이구의 장례에 마추어 2005년 7월 22일 언론에 공개된 뒤 국립고궁박물관에 영구 보존되었다. 이 이전에 남아있던 재궁은 회은태손 이구의 어머니이자 영친왕의 비인 이방자의 장례 때에 사용되었다.